# Legende (album)
Legende  je studijski album Aleksandra Mežka in skupin Lucky Cupids in Ghosts of the 50s, ki je izšel leta 1996 pri založbi Megaton. Album vsebuje predelave uspešnic rockabillyja. Skladbe so bile posnete v studiih Room With A View, v Ringwoodu in v Studiu Tivoli v Ljubljani.

## Seznam skladb
| Št. | Naslov                                     | Pisec                                 | Dolžina |
| --- | ------------------------------------------ | ------------------------------------- | ------- |
| 1.  | „Dan za dnem‟ (Every Day)                  | C. Hardin/N. Petty/A. Mežek           | 2:32    |
| 2.  | „55 Chevy‟                                 | A. Mežek                              | 3:23    |
| 3.  | „O joj‟ (Oh, Boy!)                         | B. Tilghman/N. Petty/S. West/A. Mežek | 2:50    |
| 4.  | „Jok na dežju‟ (Crying In The Rain)        | C. King/H. Greenfield/A. Mežek        | 3:09    |
| 5.  | „Ljubi nežno‟ (Love Me Tender)             | E. Presley/V. Matson/A. Mežek         | 2:43    |
| 6.  | „Krasno bitje‟ (Oh, Pretty Woman)          | B. Dees/R. Orbison/A. Mežek           | 3:00    |
| 7.  | „Adijo nežnosti‟ (Bye, Bye Love)           | B. Bryant/F. Bryant/A. Mežek          | 2:23    |
| 8.  | „Zaljubiti se je res lahko‟ (It's So Easy) | B. Holly/N. Petty/A. Mežek            | 2:44    |
| 9.  | „Sanjam sam‟ (All I Have To Do Is Dream)   | B. Bryant/A. Mežek                    | 2:44    |
| 10. | „O, Lojzka‟ (Hello Mary Lou)               | C. Mangiaracina/G. Pitney/A. Mežek    | 2:06    |
| 11. | „To bo tisti dan‟ (That Will Be The Day)   | B. Holly/J. Allison/A. Mežek          | 2:43    |
| 12. | „55 Chevy‟ (instrumental)                  | A. Mežek                              | 3:23    |

## Zasedba
- Aleksander Mežek – akustična kitara, vokal, vokalna spremljava

### Lucky Cupids
- Andrej Rudolf – akustična kitara, vokal
- Istok Rubin-Rubo – bas
- Marko Piršič-Grof – električna kitara

### Ghosts of the 50s
- Rok Ferengja – vokalna spremljava
- Blaž Černivec – električna kitara, vokalna spremljava
- Damir Igličar – bobni

### Glasbeni gostje
- Steve Smith – klaviature
- Paul Beavis – bobni
- Ray Foster – vokalna spremljava (2, 12)
- Hywel Maggs – bas (2, 12)